# پالیو (فیلم ۱۹۳۲)
پالیو (انگلیسی: Palio) یک فیلم در سبک درام به کارگردانی آلساندرو بلازتی است که در سال ۱۹۳۲ منتشر شد. از بازیگران آن می‌توان به لدا گلوریا، گویدو چلانو، واسکو کرتی، ماریو فراری، لارا نوچی، ائوجنیو د لیگوئورو، جینو ویوتی و اومبرتو ساکریپانته اشاره کرد.